# Christine Figgener

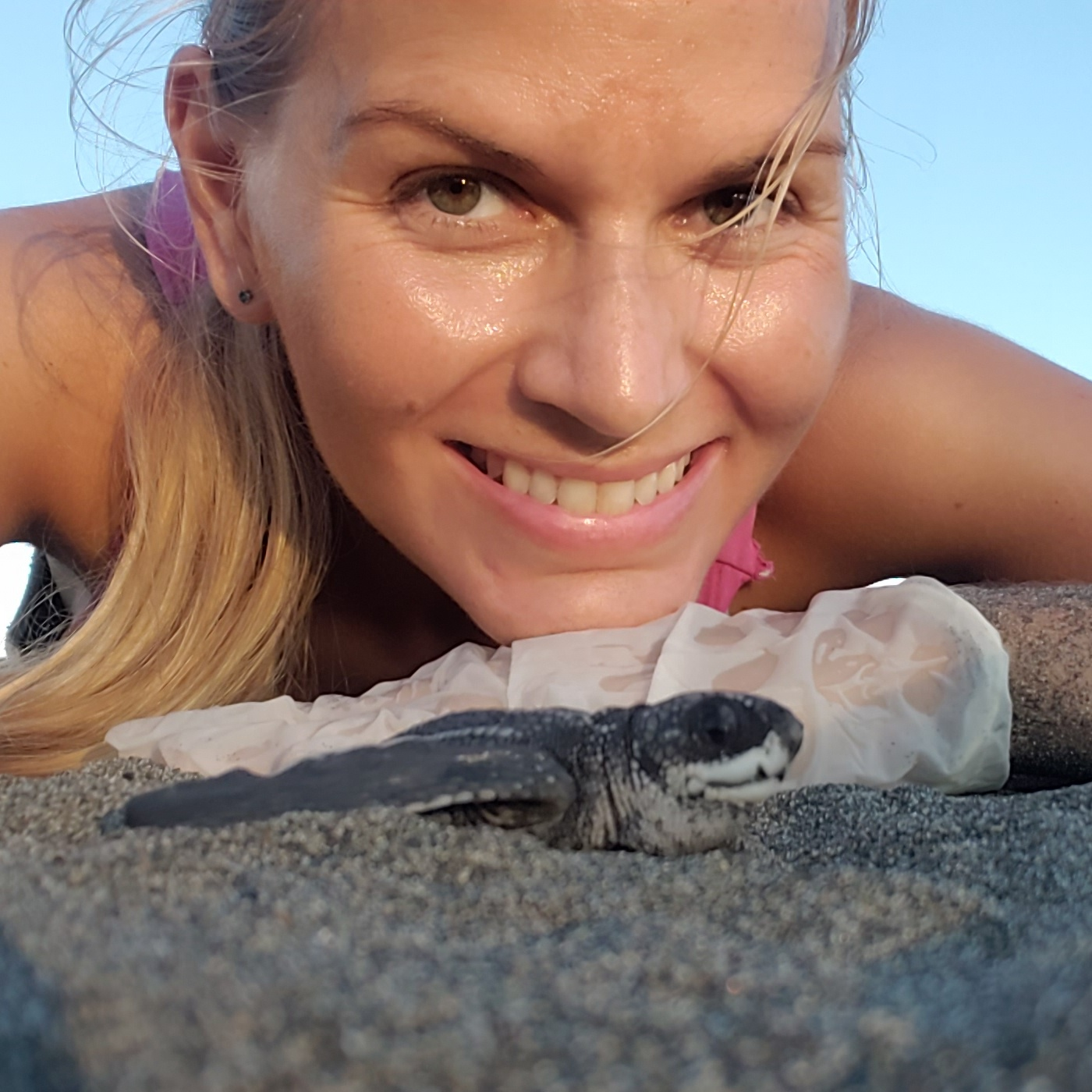
Christine Figgener mit Lederschildkrötenbaby in Costa Rica 2022

Christine Figgener (* 30. Oktober 1983 in Haltern am See) ist eine deutsche Meeresbiologin, Autorin, Wissenschaftskommunikatorin und Meeresaktivistin, die für ihre Arbeit zum Schutz von bedrohten Meeresschildkröten, den Kampf gegen Plastikverschmutzung und die Unterstützung von Frauen in MINT-Bereichen bekannt ist. Ihr weltweiter Bekanntheitsgrad ist auf ein virales YouTube-Video zurückzuführen, in dem Figgener die Entfernung eines Plastikstrohhalms aus der Nase einer Meeresschildkröte dokumentierte. Über dieses Video wurde in bekannten Medien wie National Geographic, HuffPost, The New York Times, ABC News, und CNN berichtet, da es die Gefahren von Plastikverschmutzung für Meerestiere drastisch darstellt. Das Video war ein Katalysator für die globale Anti-Pastik-Bewegung und führte zu Verboten von Plastikstrohhalmen durch Unternehmen wie Starbucks, Disney und Alaska Airlines.
2018 wurde Figgener vom Time Magazine zu einem Next Generation Leader ernannt. Sie ist seit 2020 Direktorin für Wissenschaft und Bildung der Footprint Foundation.

## Leben
Nach eigenen Angaben wuchs Christine Figgener in der Ruhrgebietsstadt Marl in Nordrhein-Westfalen auf, wo sie den Kindergarten, die Grundschule und das Gymnasium besuchte. In der 11. Klasse machte Figgener einen Highschool-Austausch nach Kalifornien, wo sie die Lindsay High School besuchte.
Schon in jungen Jahren interessierte sich Figgener für die Erforschung der Ozeane, wahrscheinlich aufgrund der Liebe ihrer Eltern zum Meer und der häufigen Ferien in Küstennähe. Figgener erwarb ihr deutsches Vordiplom in Biologie im November 2005 an der Eberhard-Karls-Universität in Tübingen. Im März 2010 erhielt sie ihr deutsches Diplom in Biologie von der Julius-Maximilians-Universität in Würzburg, mit den Schwerpunkten Verhaltensphysiologie und Tierökologie. Für ihre Diplomarbeit erforschte sie die genetische Vaterschaft und allgemeine Populationsgenetik der karibischen Lederschildkrötenpopulation in Costa Rica. Im Herbst 2019 promovierte sie in Meeresbiologie an der Texas A&M University im Süden der USA. Ihre Dissertation schrieb sie über die Ernährung und Migration von Meeresschildkröten unter Verwendung der Analyse von stabilen Isotopen und Satellitentracker, um neue Einblicke in die Verhaltensökologie von Oliv-Bastardschildkröten zu gewinnen.

## Wirken
Figgener arbeitet seit 2007 mit Meeresschildkröten in Mittelamerika und nutzt ihre Forschungsergebnisse, um einen besseren Schutz dieser Tiere zu erlangen. Durch ihre Arbeit dokumentiert und berichtet sie über die Bedrohungen gerade durch menschliche Einflüsse, denen unsere Ozeane und ihre Bewohner ausgesetzt sind.
Seit 2020 ist Figgener Direktorin für Wissenschaft und Bildung bei der Footprint Foundation, der gemeinnützigen Stiftung der nordamerikanischen Firma Footprint. Sie arbeitet immer noch aktiv in der Forschung und Erhaltung von Meeresschildkröten in Costa Rica durch ihre costa-ricanische gemeinnützige Organisation COASTS und ihre gemeinnützige Beratungsfirma Nāmaka Conservation Science.

### Öffentliche Momente
2013 wurde Figgeners guter Freund und Kollege Jairo „Foca“ Mora Sandoval ermordet, während er Nester der Lederschildkröte in Moín, Costa Rica, beschützte.
Im Jahr 2015 geriet Figgener ins internationale Rampenlicht, als sie während einer Forschungsexpedition für ihre Doktorarbeit in Costa Rica die Entfernung eines Plastikstrohhalms filmte, der im Nasenloch einer Meeresschildkröte steckte. Ihr Forschungsteam fing Schildkröten vor der Pazifikküste, als sie eine Schildkröte mit etwas Verkrustetem in der Nase fanden, das sich als Plastiktrinkhalm herausstellte. Der Gastforscher Nathan Robinson, der damals Ektobionten an Meeresschildkröten untersuchte, entfernte erfolgreich den Plastikstrohhalm und Figgener publizierte das Video auf YouTube. Millionen Menschen haben das Video in der Zwischenzeit auf verschiedenen Plattformen gesehen und geteilt und es wird offiziell als Katalysator für die globale Anti-Plastikstrohhalm-Bewegung und als Wendepunkt für die Anti-Plastik-Bewegung gesehen.
Im Jahr 2016 drehte Figgener ein weiteres virales Video, welches eine Meeresschildkröte verheddert in einem Geisternetz zeigt. Dieses Video wurde ebenfalls millionenfach über YouTube aufgerufen und hat Bewusstsein geschaffen für die Gefahr, die von herrenlosen Fischernetzen ausgeht.

### Aktivismus und Wissenschaftskommunikation
Figgener hat über die Jahre mit mehreren Organisationen zusammengearbeitet, um das Bewusstsein für die Gefahren durch die Plastikverschmutzung im Meer zu schärfen, darunter die Plastic Pollution Coalition („The Last Plastic Straw“ Kampagne), die Lonely Whale Foundation („Strawless Ocean“ Kampagne), Sin Pajilla Porfavor und Turtles Against Plastic.
Figgeners Arbeit und Aktivismus wurden bereits in mehreren Film-, Fernseh-, Radio- und Podcast-Auftritten gezeigt, wie zum Beispiel in dem Dokumentarfilm von 2017 STRAWS, dem BBC Dokumentarfilm „Nature’s Turtle Nursery: Secrets from the Nest“, dem National Geographic Artikel aus dem Jahr 2015 „How Did A Sea Turtle Get a Straw Up Its Nose?“, den Podcast Serien Science vs. und Stuff to Blow your Mind, oder dem 2020 PBS Frontline Dokumentarfilm „Plastic Wars“. Figgener widmet einen großen Teil ihrer Zeit der Betreuung junger Wissenschaftler und Meeresaktivisten, unter anderem durch Programme wie Girl Scouts, Skype a Scientist und Letters to a Pre-Scientist.
Im Jahr 2018 wurde Figgener vom TIME Magazin zu einem „Next Generation Leader“ ernannt und von den Dallas Morning News zu einem der „Texan of the Year“-Finalisten erkoren. 2019 wurde ihr außerdem der „Inspire to Influence Award“ von Texas Sea Grant und der „Ocean Hero Award“ von Footprint verliehen.

### Werke
Figgener ist Autorin mehrerer wissenschaftlicher Publikationen, Konferenzbeiträge und Berichte.